# Eduria
Gli Eduria, o Taiwano, sono un gruppo etnico della Colombia, con una popolazione stimata di circa 150 persone. Questo gruppo etnico è per la maggior parte di fede animista e parla la lingua Barasana (codice ISO 639: BSN).